# Skaftárkatlar
Lo Skaftárkatlar (in lingua islandese: Bacini dello Skaftá) è un'area vulcanica con due bacini subglaciali, situata nella parte meridionale dell'Islanda a sud del ghiacciaio Vatnajökull.

## Descrizione
Con la denominazione Skaftárkatlar (Bacini dello Skaftá) si indica una zona posta circa 10 km a nord-ovest del vulcano Grímsvötn, dove sono presenti due bacini subglaciali nel campo di ghiaccio del Vatnajökull. Il bacino più grande è quello orientale, che ha un diametro di quasi 3 km, mentre quello occidentale più piccolo ha un diametro di circa 2 km. Sotto c'è un'area geotermica abbastanza ampia, con una capacità stimata di almeno 500 MW per il bacino occidentale più piccolo.
L'acqua contenuta nei bacini dello Skaftárkatlar viene scaricata nel fiume Skaftá da regolari jökulhlaup, le disastrose inondazioni subglaciali. Lo Skaftárkatlar si trova vicino alle lingue glaciali Tungnaárjökull e Sylgjujökull, ma l'acqua dei bacini scorre sullo Skaftájökull. Questo è correlato alla struttura geologica: le acque seguono una valle e crepacci nel terreno sotto il ghiacciaio, inizialmente a est di una cresta orientata da sud-ovest a nord-est e che è un'estensione del Fögrufjöll. Successivamente l'acqua attraversa il crinale e scorre sul suo lato ovest in un braccio occidentale dello Skaftá.
Viene però tenuta in considerazione anche l'ipotesi che una parte considerevole dell'acqua di fusione non vada affatto a finire nei bacini glaciali, ma filtri sottoterra per riapparire come sorgenti ricche di solfati nelle pianure.
Inoltre, è stato dimostrato che in alcuni casi l'acqua dello Skaftárkatlar è andata a sfociare nei fiumi Hverfisfljót e Djúpá. Un'esondazione particolarmente intensa può anche causare la deviazione di parte del flusso, come osservato nel 2006 nel fiume Tungnaá durante una jökulhlaup dal bacino orientale.